# レナート・カステラーニ
レナート・カステラーニ（Renato Castellani, 1913年9月4日 - 1985年12月28日）は、イタリアの映画監督・脚本家。

## 来歴
主な作品は、1952年の映画『2ペンスの希望』や1954年の映画『ロミオとジュリエット』などで、『2ペンスの希望』は第5回カンヌ国際映画祭において最高賞のグランプリ、また『ロミオとジュリエット』は第15回ヴェネツィア国際映画祭において最高賞の金獅子賞を受賞した。

## フィルモグラフィ
- 『2ペンスの希望』 - Due soldi di speranza （1952年、監督・脚本・原作、カンヌ国際映画祭グランプリ受賞）
- 『ロミオとジュリエット』 - Romeo and Juliet （1954年、監督・脚色、ヴェネチア国際映画祭金獅子賞受賞）
- 『カチューシャ物語』 - Auferstehung （1958年、脚本）
- 『街の中の地獄』 - Nella città l'inferno （1958年、監督）
- 『波止場』 - Mare matto （1963年、監督・脚本）
- 『愛してご免なさい』 - Tre notti d'amore （1964年、監督・脚本）
- 『あゝ結婚』 - Matrimonio all'italiana （1964年、脚本）
- 『さよならを言わないで』 - Una breve stagione （1970年、監督・脚本）